# FK Khazar Lankaran
El Khazar Lankaran, a menudo también escrito como Xäzär Länkäran (en azerí: Xəzər Lənkəran) era un club de fútbol de Azerbaiyán, de la ciudad de Lankaran donde la mayoría de la población pertenece a la antigua nación Talysh. Fue fundado en 2004 y jugaba en la Liga Premier de Azerbaiyán.
El nombre del club hace referencia al mar Caspio (cuyo nombre en azerí es Khazar) y a su ciudad, en la costa de este. Tiene fama de poseer la mejor afición de Azerbaiyán. A cada partido en su estadio acuden normalmente 15.000 aficionados.

## Historia

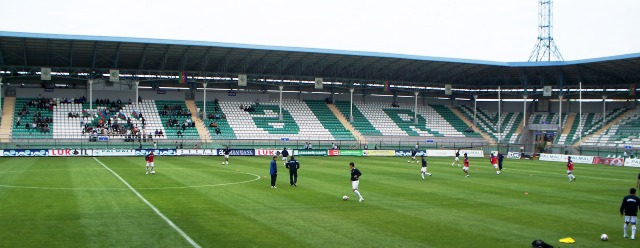
El Lankaran City Stadium.

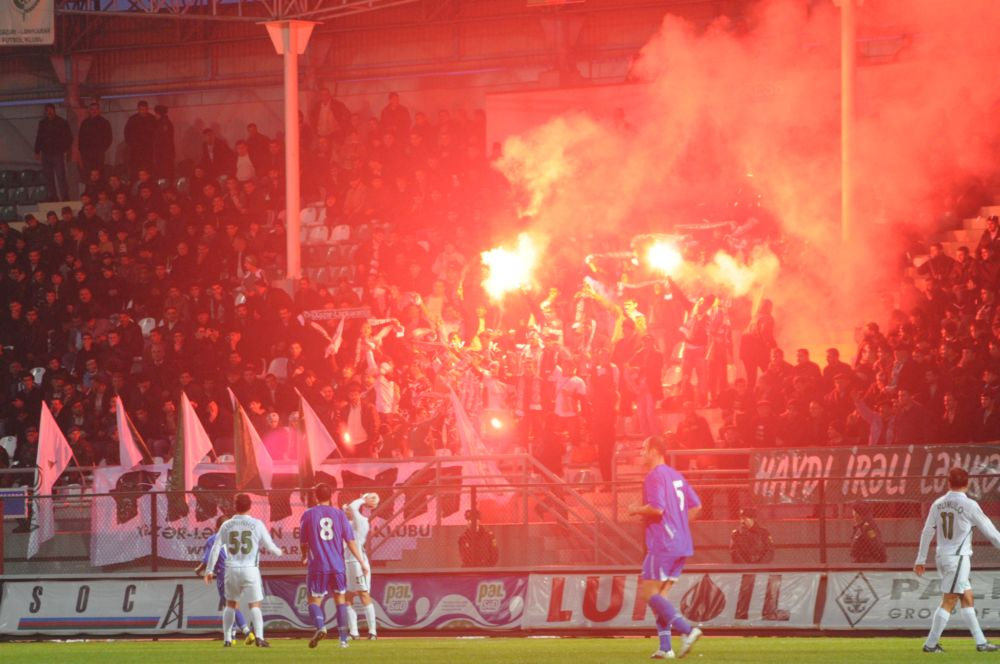
El Lankaran City Stadium durante un partido de la Liga Premier de Azerbaiyán.

El club fue originalmente fundado en 1975, aunque se disolvió a mediados de los años noventa. En su primera etapa de vida, su mayor éxito fue conquistar la Copa de Azerbaiyán, por entonces un campeonato local no oficial de la Unión Soviética. 
En 2004 el club fue refundado por el empresario de origen talysh Mübariz Mensimov, propietario de la compañía armadora Palmari. Mensimov ha instalado en el FK Khazar una política de crecimiento a base de fichajes de renombre, por lo que el club es conocido popularmente como el Chelsea azerí. Sin embargo, sus dos primeros años de vida se saldaron sin títulos. 
El verano de 2006 se fichó a Agasalim Mirjavadov, considerado uno de los mejores entrenadores del país, tras haber ganado la liga con el FK Qarabağ, el FK Shamkir y el PFK Neftchi. Mirjavadov hizo buenos los pronósticos y la temporada 2006/07 el FK Khazar conquistó el doblete, liga y copa.
Tras quedar colista en la temporada 2015/16, el club se retiró y solo continuó con la cantera.

### Torneos jugados
| Temporada | Liga            | Posición | Copa           | Comp. europeas |
| --------- | --------------- | -------- | -------------- | -------------- |
| 1992      | Yuksak Liqa (I) | 15º      |                | No participó   |
| 1993      | Yuksak Liqa (I) | 4º       | Quarterfinales | No participó   |
| 1993/1994 | Yuksak Liqa (I) | 9º       | Finales        | No participó   |
| 1994/1995 | Yuksak Liqa (I) | 13º      | Semifinales    | No participó   |
| 2004/2005 | Yuksak Liqa (I) | 2º       | Semifinales    | No participó   |
| 2005/2006 | Yuksak Liqa (I) | 7º       | Semifinales    | UEFA Cup (1Q)  |
| 2006/2007 | Yuksak Liqa (I) | 1º       | Campeón        | No participó   |
| 2007/2008 | Yuksak Liqa (I) | 4º       | 1\4 finales    | No participó   |

## Uniforme
- Uniforme titular: Camiseta verde, pantalón verde, medias verdes.
- Uniforme alternativo: Camiseta blanca, pantalón blanca, medias blancas.

## Rivalidades
El principal rival del KF Khazar Lankaran es el PFC Neftchi Bakú, equipo de la capital del país. El derbí se califica literalmente como "El gran partido" (Böyük Oyun).

## Jugadores

### Jugadores destacados
| - Elvin Beqiri - Branimir Subasic - Kamran Agayev - Samir Aliyev - Mahmud Gurbanov - Dmitriy Kramarenko - Khagani Mammadov - Emin Quliyev - Alim Qurbanov - Zaur Ramazanov | - Jeyhun Sultanov - Juninho - Mario Souza - Radomir Todorov - Ivan Tsvetkov - Allan Lalín - Emeka Opara - Oktay Derelioğlu |

## Entrenadores
- Nazim Suleymanov (2004)
- Rasim Kara (2004–05)
- Nazim Suleymanov (2005)
- Senol Fidan (interino) (2005-06)
- Rasim Kara (2005–06)
- Viktor Pasulko (2006)
- Agaselim Mirjavadov (2006–08)
- Rasim Kara (2008)
- Igor Ponomarev (2009)
- Agaselim Mirjavadov (2009–10)
- Mircea Rednic (2010–11)
- Cüneyt Biçer (2011–12)
- Yunis Huseynov (2012)
- Carles Martorell Baqués (2012–13)
- John Benjamin Toshack (2013)
- Mustafa Denizli (2013–Presente)

## Palmarés

### Torneos nacionales
- Liga Premier de Azerbaiyán (1): 2007
- Copa de Azerbaiyán (3): 2007, 2008, 2011
- Copa de la CEI (Comunidad de Estados Independientes) (CEI),  (1): 2008
- Supercopa de Azerbaiyán (1): 2013

- Copa de la CEI - es una competición futbolística que se celebra anualmente desde 1993. Enfrenta a los campeones de liga de las repúblicas que componían la antigua Unión Soviética, esto es, los doce Estados miembros de la CEI (Azerbaiyán, Armenia, Bielorrusia, Georgia, Kazajistán, Kirguistán, Moldavia, Rusia, Tayikistán, Turkmenistán, Uzbekistán y Ucrania) más las tres repúblicas bálticas (Estonia, Letonia y Lituania).

## Participación en competiciones de la UEFA
| Temporada | Torneo                | Ronda            | Club             | Casa | Visita     | Global |
| --------- | --------------------- | ---------------- | ---------------- | ---- | ---------- | ------ |
| 2005/06   | UEFA Cup              | Clasificatoria 1 | FC Nistru Otaci  | 1–2  | 1–3        | 2–5    |
| 2007/08   | UEFA Champions League | Clasificatoria 1 | NK Dinamo Zagreb | 1–1  | 1–3 (t.e.) | 2–4    |
| 2008/09   | UEFA Cup              | Clasificatoria 1 | Lech Poznań      | 0–1  | 1–4        | 1–5    |
| 2010/11   | UEFA Europa League    | Clasificatoria 1 | Olimpia          | 1–1  | 0–0        | 1–1    |
| 2011/12   | UEFA Europa League    | Clasificatoria 2 | Maccabi Tel Aviv | 0–0  | 1–3        | 1–3    |
| 2012/13   | UEFA Europa League    | Clasificatoria 1 | Nõmme Kalju      | 2–2  | 2–0        | 4–2    |
| 2012/13   | UEFA Europa League    | Clasificatoria 2 | Lech Poznań      | 1–1  | 0–1        | 1–2    |
| 2013/14   | UEFA Europa League    | Clasificatoria 1 | Sliema Wanderers | 1–0  | 1–1        | 2–1    |
| 2013/14   | UEFA Europa League    | Clasificatoria 2 | Maccabi Haifa    | 0–8  | 0–2        | 0–10   |

### Récord europeo
| Torneo                      | J  | G | E | P | GF | GC |
| --------------------------- | -- | - | - | - | -- | -- |
| UEFA Champions League       | 2  | 0 | 1 | 1 | 2  | 4  |
| UEFA Cup/UEFA Europa League | 16 | 2 | 6 | 8 | 12 | 29 |
| Total                       | 18 | 2 | 7 | 9 | 14 | 33 |

## Récords Individuales
Los jugadores en Negrita todavía continúan en el club.

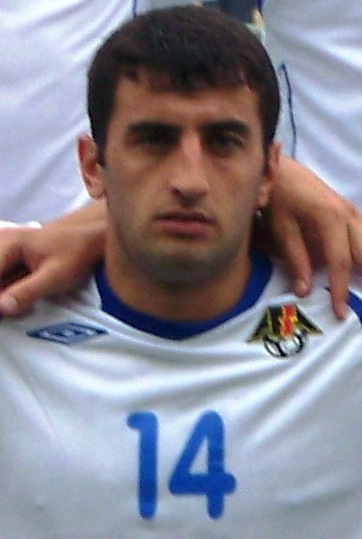
Rahid Amirguliyev es el jugador con más apariciones en el club.

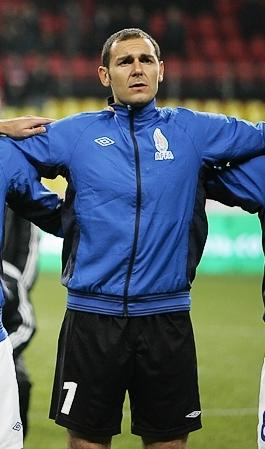
Kamran Agayev es uno de los que han jugado más partidos en el club.

| Nombre | Nombre            | Periodo         | Apariciones | Goles |
| ------ | ----------------- | --------------- | ----------- | ----- |
| 1      | Zaur Ramazanov    | 2005–2008; 2011 | 69          | 33    |
| 2      | Ivan Tsvetkov     | 2008–10         | 50          | 22    |
| 3      | Oktay Derelioğlu  | 2004–05         | 17          | 16    |
| 4      | Rahid Amirguliyev | 2006–presente   | 175         | 16    |
| 5      | Branimir Subašić  | 2011–13         | 51          | 14    |
| 6      | Rashad Abdullayev | 2004–09         | 116         | 12    |
| 7      | Allan Lalín       | 2009–11         | 43          | 11    |
| 8      | Alim Qurbanov     | 2004–12         | 121         | 11    |
| 9      | Emin Quliyev      | 2005–09         | 70          | 10    |
| 10     | Ibrahima Bangoura | 2011            | 16          | 9     |

| Nombre | Nombre            | Periodo                | Apariciones | Goles |
| ------ | ----------------- | ---------------------- | ----------- | ----- |
| 1      | Rahid Amirguliyev | 2006–presente          | 175         | 16    |
| 2      | Kamran Agayev     | 2006–13                | 122         | 0     |
| 3      | Alim Qurbanov     | 2004–12                | 121         | 11    |
| 4      | Rashad Abdullayev | 2004–09                | 116         | 12    |
| 5      | Radomir Todorov   | 2007–10; 2012–presente | 112         | 1     |
| 6      | Elnur Abdullayev  | 2011–presente          | 74          | 3     |
| 7      | Emin Quliyev      | 2005–09                | 70          | 10    |
| 8      | Adrian Piț        | 2011–13                | 70          | 8     |
| 9      | Zaur Ramazanov    | 2005–2008; 2011        | 69          | 33    |
| 10     | Elvin Beqiri      | 2010–12                | 60          | 4     |